# أدريانا كنيجفيتش
أدريانا كنيجفيتش مواليد 20 يناير 1987 في جمهورية يوغوسلافيا الاشتراكية الاتحادية، هي لاعبة كرة سلة صربية. بدأت مسيرتها الاحترافية في سنة 2003. وتحمل الرقم 14. لعبت مع روس كاسارس فالنسيا ونادي أفينيدا لكرة السلة للسيدات.

## روابط خارجية
- أدريانا كنيجفيتش على موقع الاتحاد الدولي لكرة السلة (الإنجليزية)
- أدريانا كنيجفيتش على موقع كرة السلة الأوروبية.كوم (الإنجليزية)
- أدريانا كنيجفيتش على موقع بروبوليرز (الإنجليزية)